# Ла-Чоррера (Панама)
Ла-Чоррера (ісп. La Chorrera) — місто, розташоване на території провінції Західна Панама (Панама); адміністративний центр провінції Західна Панама та однойменного округу.

## Географія
Площа - 40 км. Населення - 62 803 осіб (2010 рік).
Через місто проходить Панамериканське шосе. Засноване у 1855 році.